# Cal arab

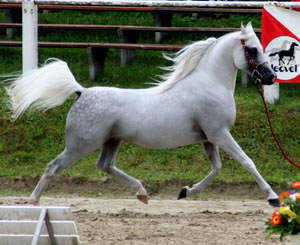
Armăsar arab pursânge

Calul arab este o rasă de cai care are reputația de a fi inteligent și rezistent. Este una dintre cele mai vechi rase de cai, existând dovezi arheologice care atestă existența unor cai asemănători celui arab încă de acum 4.500 de ani.
Arabul s-a dezvoltat într-un climat deșertic, fiind apreciat de beduini, aceștia aducându-l adesea în cortul familiei pentru adăpost. Această relație strânsă cu oamenii i-a format un temperament bun, maleabil, însă a fost utilizat și pentru războaie, fiind agil și iute.

## Caracteristici

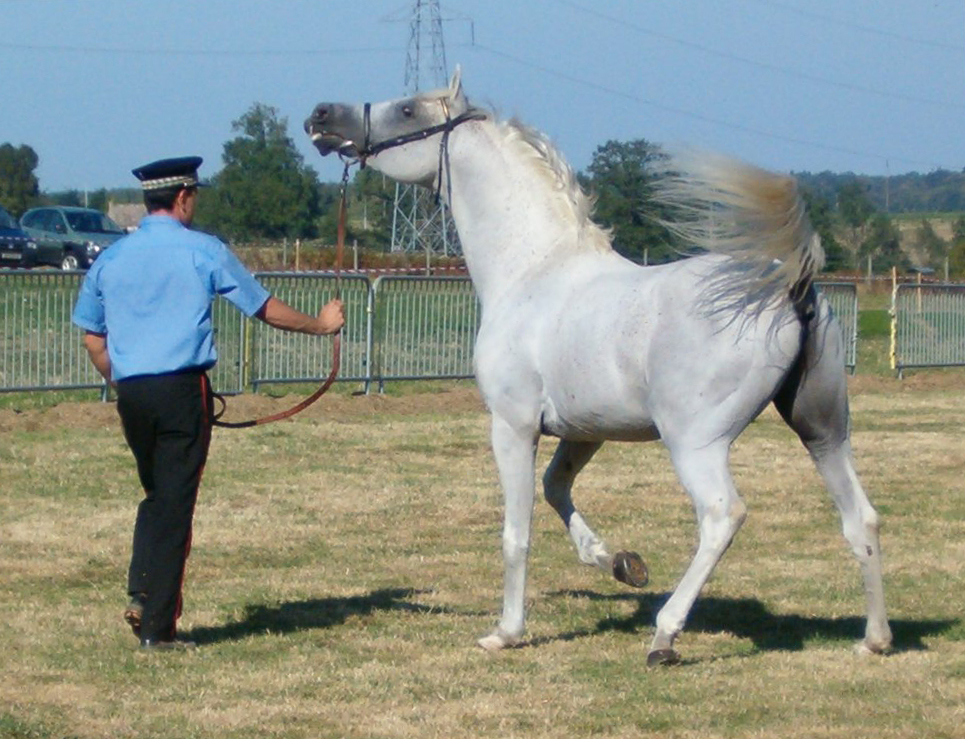
Arab

Caii arabi au capete rafinate, conice, frunți late, ochi și nări mari și boturi mici. Cei mai mulți au un profil concav distinctiv. Alte particularități ale acestei rase sunt gâtul arcuit și coadă purtată vertical în repaus.
Standardul rasei declarat de Federația Ecvestră a Statelor Unite descrie calul arab ca având înălțimea la greabăn de 145 – 155 cm, „unele exemplare depășind sau neajungând la această înălțime”. Prin urmare toți arabii sunt clasificați drept cai și nu ponei, cu toate că înălțimea minimă pentru cai este de 147 cm.

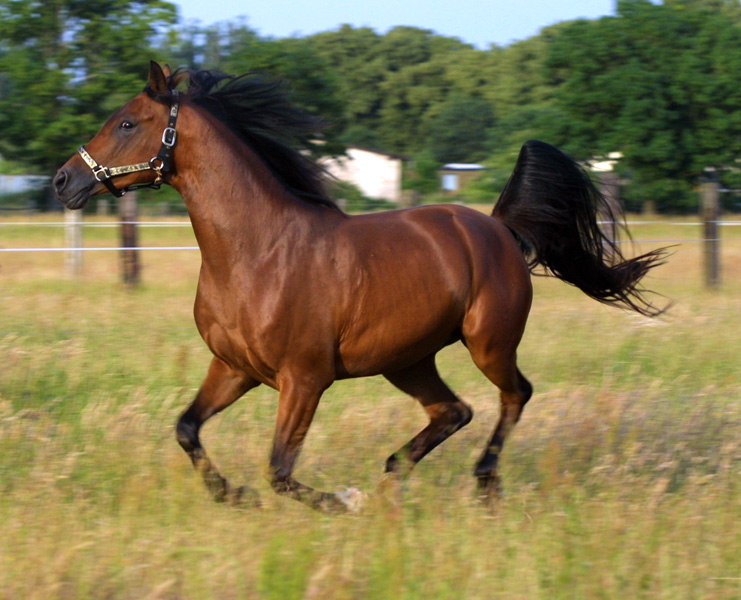
Arab galopând

Unii arabi, deși nu toți, au 5 vertebre lombare în loc de 6 și 17 perechi de coaste în loc de 18.
Arabian Horse Association înregistrează cai pursânge cu robă murgă, vânătă, roaibă, neagră și dereșă. Murgii, surii și roibii sunt robele cele mai obișnuite; negrii sunt mai puțin răspândiți. Toți caii arabi au piele neagră, cu excepția locurilor cu pete albe. Pielea neagră servește drept protecție împotriva soarelui intens al deșertului.
Standardul rasei este reglementat la nivel internațional de către următoarele asociații:
- General Stud Book
- World Arabian Horse Association
- Arabian Horse Association (SUA)
- Australian Stud Book
- The Arab Horse Society (Marea Britanie)

## Istorie

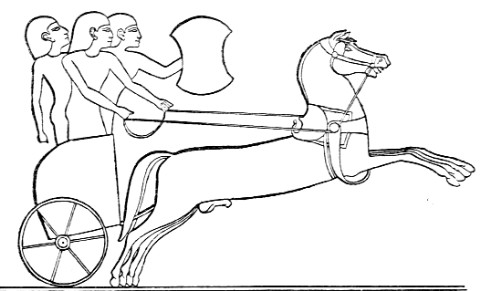
Car de luptă hitit (desen după un relief egiptean)

Caii de luptă focoși sunt un subiect artistic popular în Egiptul Antic și Mesopotamia, deseori fiind reprezentați trăgând care de luptă. Acești cai proto-arabi prezintă multe caracteristici ale cailor arabi moderni, precum viteză, anduranță și rafinament. Un schelet de cal deshumat în peninsula Sinai, datat la 1700 î. Chr. și adus probabil de invadatorii hicsoși, este considerat prima probă fizică a calului domestic în Egipt. Acest cal are un cap conic, orbite oculare mari și bot mic, exact ca și caii arabi de astăzi.
De-a lungul secolelor beduinii au urmărit genealogia fiecărui cal prin tradiție orală. Caii de cea mai pură rasă erau numiți Asil și încrucișarea lor cu cai ne-Asil era interzisă. Beduinii considerau armăsarii prea recalcitranți ca să fie cai buni de război și nu puneau mare valoare pe jugani (cai castrați). Iepele erau apreciate cel mai mult, atât pentru călărie, cât și pentru reproducere, genealogia fiind urmărită pe linie maternă.
De-a lungul timpului beduinii au selecționat mai multe linii de cai arabi. Conform Arabian Horse Association cele cinci linii primare se numeau Keheilan, Seglawi, Abeyan, Hamdani și Hadban.

## Utilizare

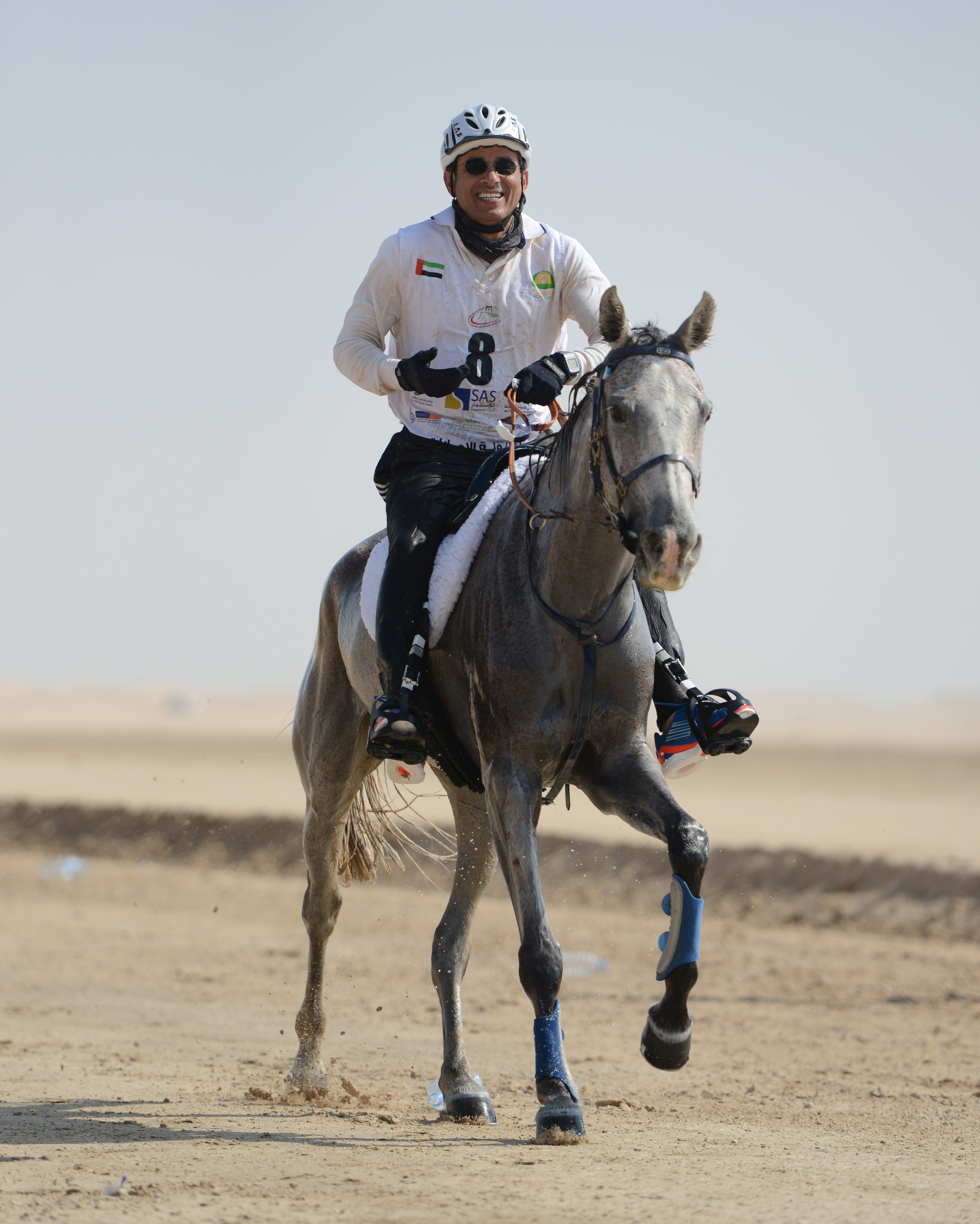
Competiție de anduranță în Emiratele Arabe Unite, 2013

Datorită rezistenței lor excepționale caii arabi domină cursele pe distanțe lungi. Nu au concurenți în competiții de anduranță precum Tevis Cup, unde se parcurg distanțe de până la 160 km pe zi. Sunt cai versatili care pot participa la competiții în discipline diverse — curse, dresaj, salturi peste obstacole ș. a. 

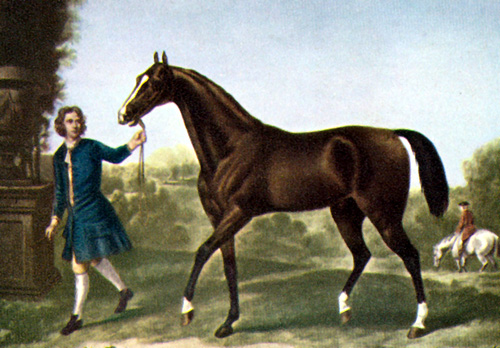
Darley Arabian, unul dintre cei trei armăsari-fondatori ai calului pursânge englez

Liniile arabe au jucat un rol în selecționarea aproape fiecărei rase de călărie, inclusiv pursângele englez, trăpașul Orlov, Morgan, American Saddlebred, American Quarter Horse, rasele cu sânge cald precum trakehner.